# Grande mosquée de Dakar
La grande mosquée de Dakar est l'un des plus importants édifices religieux de la capitale du Sénégal. Elle est située sur l'allée Pape Gueye Fall.

## Histoire
Construite par des architectes français et marocains, le paratonnerre a été soudé par un sénégalais du nom de Momar Ndiaye. La grande mosquée a été inaugurée en 1964 par le roi du Maroc Hassan II, par le premier président du Sénégal Léopold Sédar Senghor ainsi que des dignitaires berbères. 
Les berbères ont été pour beaucoup dans la prédominance musulmane en Afrique.

## Architecture
La hauteur du minaret est de 67 m. Richement décorée, tant à l'intérieur qu'à l'extérieur, elle fut construite selon une architecture arabo-andalouse.

## Institut islamique de Dakar
Créé en 1974, situé dans l'enceinte de la mosquée, l'Institut islamique est un établissement public sous la tutelle du ministère de l'Éducation nationale. C'est un centre d'enseignement et de recherche sur l'islam.
La bibliothèque du prince saoudien Nayef ben Abdelaziz Al Saoud a été inaugurée le 9 octobre 2004.

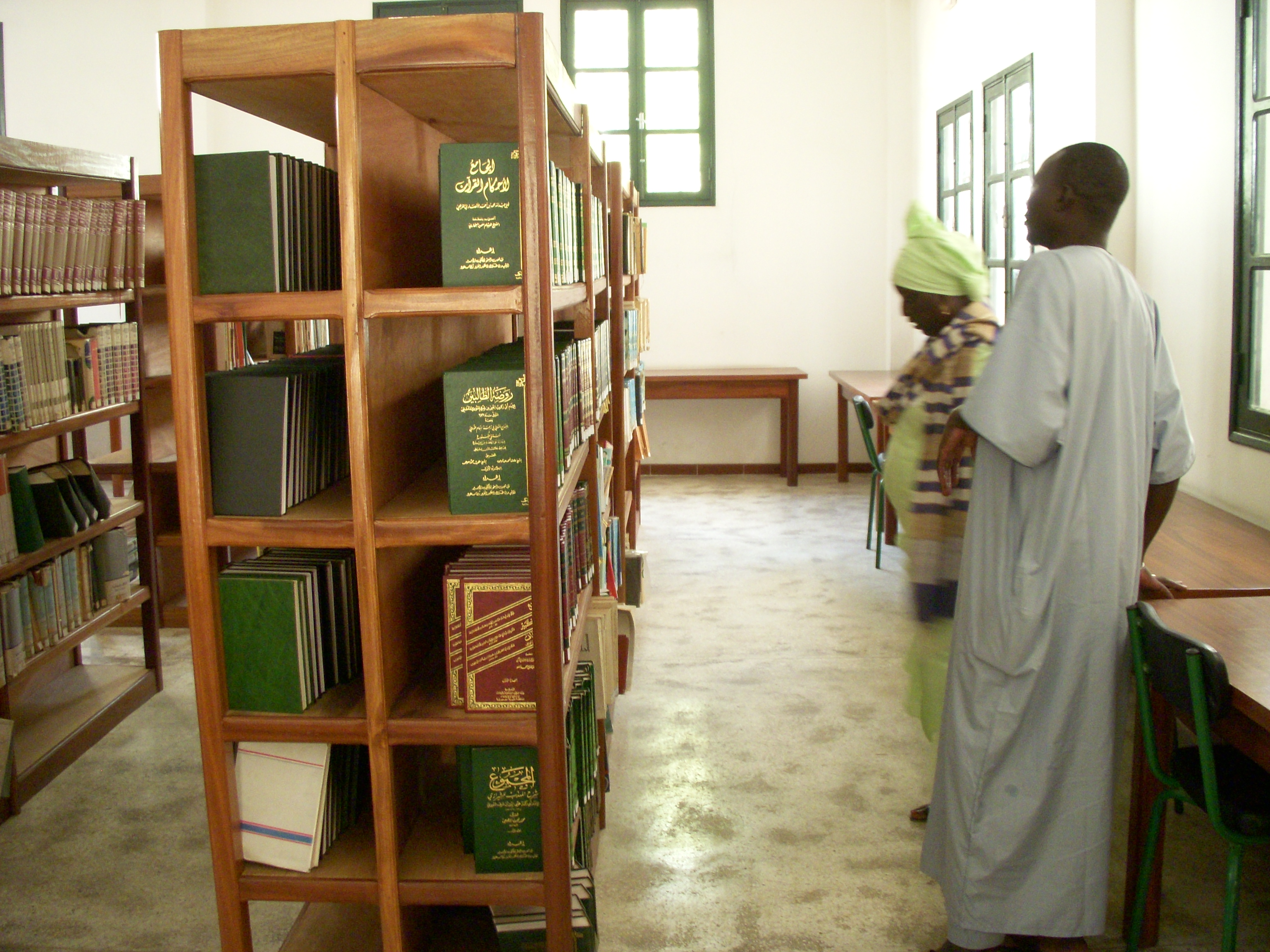
Bibliothèque de l'Institut islamique